# Tabel de derivate
Găsirea derivatei este o operație primară în calculul diferențial. Acest tabel conține derivatele celor mai importante funcții, precum și reguli de derivare pentru funcții compuse.
În cele ce urmează, f și g sunt funcții de x, iar c este o constantă. Funcțiile sunt presupuse reale de variabilă reală. Aceste formule sunt suficiente pentru a deriva orice funcție elementară.

### Reguli generale de derivare
{\displaystyle \left({cf}\right)'={cf}'}
{\displaystyle \left({f+g}\right)'={f}'+{g}'}
{\displaystyle \left({f-g}\right)'={f}'-{g}'}
{\displaystyle \left({fg}\right)'={f}'{g}+{f}{g}'}
{\displaystyle \left({f \over g}\right)'={f'g-fg' \over g^{2}}}
{\displaystyle (f\circ g)'=(f'\circ g)g'}
{\displaystyle (f^{g})'=(gf^{g-1})f'+(f^{g}\ln f)g'=f^{g}\left(f'{g \over f}+g'\ln f\right),\qquad f>0}

### Derivatele funcțiilor simple
{\displaystyle c'=0}
{\displaystyle x'=1}
{\displaystyle (|x|)'={x \over |x|}=\operatorname {sgn} x,\qquad x\neq 0}
{\displaystyle (x^{c})'=cx^{c-1},\qquad x>0}
{\displaystyle ({\sqrt {x}})'={1 \over 2{\sqrt {x}}}}
{\displaystyle \left({1 \over x}\right)'=-{1 \over x^{2}}}

### Derivatele funcțiilorexponențialeșilogaritmice
{\displaystyle (n^{x})'={n^{x}\ln n},\qquad n>0}
{\displaystyle (e^{x})'=e^{x}}
{\displaystyle (\log _{n}x)'={1 \over x\ln n}\qquad ,n>0,n\neq 1}
{\displaystyle (\ln x)'={1 \over x}\qquad ,x>0}

### Derivatelefuncțiilor trigonometrice
{\displaystyle (\sin x)'=\cos x}
{\displaystyle (\cos x)'=-\sin x}
{\displaystyle ({\mbox{tg}}x)'={1 \over \cos ^{2}x}=\sec ^{2}x=1+{\mbox{tg}}^{2}x}
{\displaystyle (\sec x)'={\sin x \over \cos ^{2}x}={\mbox{tg}}x\sec x}
{\displaystyle ({\mbox{ctg}}x)'={-1 \over \sin ^{2}x}=-\csc ^{2}x=-1-{\mbox{ctg}}^{2}x}
{\displaystyle (\csc x)'={-\cos x \over \sin ^{2}x}=-{\mbox{ctg}}x\csc x}

#### Derivatele funcțiilor trigonometriceinverse
{\displaystyle (\arcsin x)'={1 \over {\sqrt {1-x^{2}}}}}
{\displaystyle (\arccos x)'={-1 \over {\sqrt {1-x^{2}}}}}
{\displaystyle ({\mbox{arctg}}x)'={1 \over 1+x^{2}}}
{\displaystyle (\operatorname {arcsec} x)'={1 \over |x|{\sqrt {x^{2}-1}}}}
{\displaystyle ({\mbox{arcctg}}x)'={-1 \over 1+x^{2}}}
{\displaystyle (\operatorname {arccsc} x)'={-1 \over |x|{\sqrt {x^{2}-1}}}}

### Derivatele funcțiilorhiperbolice
{\displaystyle {d \over dx}\sinh x=\cosh x}
{\displaystyle {d \over dx}\cosh x=\sinh x}
{\displaystyle {d \over dx}{\mbox{tgh}}x={\mbox{sech}}^{2}\,x}
{\displaystyle {d \over dx}\,{\mbox{sech}}\,x=-{\mbox{tgh}}x\,{\mbox{sech}}\,x}
{\displaystyle {d \over dx}\,{\mbox{ctgh}}\,x=-\,{\mbox{csch}}^{2}\,x}
{\displaystyle {d \over dx}\,{\mbox{csch}}\,x=-\,{\mbox{ctgh}}\,x\,{\mbox{csch}}\,x}

#### Derivatele funcțiilor hiperbolice inverse
{\displaystyle {d \over dx}\,{\mbox{arcsinh}}\,x={1 \over {\sqrt {x^{2}+1}}}}
{\displaystyle {d \over dx}\,{\mbox{arccosh}}\,x={-1 \over {\sqrt {x^{2}-1}}}}
{\displaystyle {d \over dx}\,{\mbox{arctgh}}\,x={1 \over 1-x^{2}}}
{\displaystyle {d \over dx}\,{\mbox{arcsech}}\,x={1 \over x{\sqrt {1-x^{2}}}}}
{\displaystyle {d \over dx}\,{\mbox{arcctgh}}\,x={1 \over 1-x^{2}}}
{\displaystyle {d \over dx}\,{\mbox{arccsch}}\,x={-1 \over |x|{\sqrt {1+x^{2}}}}}